# ステイヤーズカップ
ステイヤーズカップは、ホッカイドウ競馬が施行していた地方競馬の重賞競走である。農林水産大臣より寄贈賞の提供を受けており、名称は「農林水産大臣賞典 ステイヤーズカップ」と表記していた。
2014年の正賞は農林水産大臣賞、一般社団法人JBC協会会長賞（1着生産牧場）、北海道知事賞。

## 概要
1951年に「農林大臣賞典」として創設されたサラブレッド系3歳（旧4歳）以上の馬による重賞競走。1978年より「農林水産大臣賞典」に、1988年より現在の名称に変更され、ホッカイドウ競馬のグレードではH1に格付けされている。2017年現在、現存するホッカイドウ競馬の重賞競走では最も歴史が長かった。
1989年までは札幌競馬場を中心に函館競馬場や岩見沢競馬場でも施行され距離も固定されていなかったが、1990年から2008年までは旭川競馬場（ダート2100mかダート2300m）と札幌競馬場（ダート2400m）で施行していた。2009年より門別競馬場（ダート2600m）に変更された。
2004年以前はホッカイドウ競馬所属馬限定であったが、2005年より地方全国交流競走に変更され、他地区所属馬も出走が可能になった。
ホッカイドウ競馬の距離別重賞体系の見直しに伴い、2015年以降は施行されていない。なお、ホッカイドウ競馬から「廃止」という公式の発表はない。

## 競走条件・賞金（2014年度）
競走条件
出走資格：サラブレッド系3歳以上オープン
負担重量：別定重量
賞金
1着賞金は500万円で、以下2着100万円、3着75万円、4着50万円、5着25万円。

### 副賞
スタリオンシリーズ競走に指定されており、以下に掲げる種牡馬の種付権が副賞として贈られている。
| 年     | 種牡馬             | 付与対象者 | 出典   |
| ------ | ------------------ | ---------- | ------ |
| 2001年 | タマモクロス       |            | [ 2 ]  |
| 2002年 | メジロマックイーン | 馬主       | [ 3 ]  |
| 2003年 | マリエンバード     | 馬主       | [ 3 ]  |
| 2004年 | テイエムオペラオー |            | [ 4 ]  |
| 2005年 | テイエムオペラオー | 馬主       | [ 5 ]  |
| 2006年 | ムーンバラッド     |            | [ 6 ]  |
| 2007年 | ネオユニヴァース   |            | [ 7 ]  |
| 2008年 | ゼンノロブロイ     |            | [ 8 ]  |
| 2009年 | ゼンノロブロイ     |            | [ 9 ]  |
| 2010年 | ゼンノロブロイ     |            | [ 10 ] |
| 2011年 | シンボリクリスエス |            | [ 11 ] |
| 2012年 | ドリームジャーニー | 馬主       | [ 12 ] |
| 2013年 | キンシャサノキセキ | 生産者     | [ 13 ] |
| 2014年 | アドマイヤムーン   | 生産者     | [ 14 ] |

## ステップ・トライアル競走の変遷
1988年までは道営記念の前哨戦として秋季に開催されていたが、1989年からはブリーダーズゴールドカップの新設に伴いトライアル競走として施行され、優勝馬にはブリーダーズゴールドカップへの優先出走権が与えられていた。2009年より開催日程を変更したため、トライアル競走の指定から外された。
また、JRA東京競馬場で行われる天皇賞（秋）（GI）に向けたステップレースへの北海道ブロック代表馬選定競走としても施行していたが、2009年より開催日程変更のため指定から外れ、現在は赤レンガ記念が選定競走となっている。

## 歴代優勝馬
優勝馬の馬齢は2000年まで旧表記、2001年以降は現表記。
競走名は第1回から第21回までが「農林大臣賞典」、第22回から第31回までが「農林水産大臣賞典」、第32回以降は「ステイヤーズカップ」。
Rはコースレコード。
| 回数   | 施行日         | 開催地 | 距離  | 頭数 | 優勝馬             | 性齢 | 所属   | タイム   | 優勝騎手   | 管理調教師 |
| ------ | -------------- | ------ | ----- | ---- | ------------------ | ---- | ------ | -------- | ---------- | ---------- |
| 第1回  | 1951年9月16日  | 小樽   | 2600m | 不明 | スエートバラ       | 不明 | 北海道 | 3:21 1/5 | 藤吉義雄   | 不明       |
| 第2回  | 1953年10月18日 | 札幌   | 1400m | 不明 | ダイニナカサト     | 不明 | 北海道 | 1:36 2/5 | 谷藤一太郎 | 不明       |
| 第3回  | 1954年9月7日   | 札幌   | 1800m | 不明 | タカミツ           | 不明 | 北海道 | 2:03 1/5 | 上田市次   | 不明       |
| 第4回  | 1955年10月30日 | 札幌   | 1800m | 不明 | タカマサ           | 不明 | 北海道 | 2:05 1/5 | 上田市次   | 不明       |
| 第5回  | 1956年10月28日 | 札幌   | 1800m | 5頭  | カネコマツ         | 牡6  | 北海道 | 1:59 1/5 | 水上厳     | 不明       |
| 第6回  | 1958年10月23日 | 札幌   | 1800m | 4頭  | ハタノオー         | 牡5  | 北海道 | 2:00 0/5 | 佐々木勝彦 | 不明       |
| 第7回  | 1963年9月24日  | 札幌   | 2000m | 8頭  | エゾチカラ         | 牡6  | 北海道 | 2:08.0   | 高橋重成   | 高橋重成   |
| 第8回  | 1964年10月12日 | 札幌   | 2000m | 8頭  | ブランドヒカリ     | 牝5  | 北海道 | 2:08.6   | 佐藤二郎   | 佐藤二郎   |
| 第9回  | 1965年10月11日 | 札幌   | 2000m | 8頭  | コルベツト         | 牡5  | 北海道 | 2:07.3   | 佐藤二郎   | 佐藤二郎   |
| 第10回 | 1966年10月10日 | 札幌   | 2000m | 7頭  | ブゼンミドリ       | 牡6  | 北海道 | 2:09.1   | 高橋重成   | 高橋重成   |
| 第11回 | 1967年10月11日 | 札幌   | 2000m | 7頭  | ジヤルパツク       | 牝5  | 北海道 | 2:06.6   | 佐藤二郎   | 佐藤二郎   |
| 第12回 | 1968年10月6日  | 札幌   | 2000m | 6頭  | カワホマレ         | 牡9  | 北海道 | 2:07.2   | 武田清成   | 村田勝次   |
| 第13回 | 1969年10月12日 | 札幌   | 2000m | 6頭  | ハツヒノデ         | 牡6  | 北海道 | 2:07.8   | 小島正二   | 浜口忠雄   |
| 第14回 | 1970年11月3日  | 函館   | 1700m | 9頭  | ヒリユウシンゲキ   | 牡7  | 北海道 | 1:50.9   | 黒川武     | 浜口忠雄   |
| 第15回 | 1971年11月7日  | 札幌   | 2000m | 11頭 | アガリトツプ       | 牡5  | 北海道 | 2:08.6   | 三上茂     | 浜口忠雄   |
| 第16回 | 1972年11月12日 | 函館   | 1700m | 6頭  | ダイゴオオマサ     | 牡5  | 北海道 | 1:47.5   | 成田春男   | 成田清吉   |
| 第18回 | 1973年11月3日  | 札幌   | 2000m | 10頭 | ヒガシホーオー     | 牡5  | 北海道 | 2:06.0   | 田部和則   | 林正夫     |
| 第19回 | 1975年8月24日  | 岩見沢 | 1900m | 9頭  | マルサンフアイヤ   | 牡6  | 北海道 | 2:01.1   | 千島武司   | 戸野塚郁郎 |
| 第20回 | 1976年10月24日 | 岩見沢 | 1900m | 10頭 | メジロサンゴ       | 牡8  | 北海道 | 2:01.8   | 後條雄作   | 後條悦郎   |
| 第21回 | 1977年9月11日  | 岩見沢 | 1900m | 11頭 | ホクメイ           | 騸5  | 北海道 | 2:02.6   | 伊藤靖則   | 佐藤二郎   |
| 第22回 | 1978年9月15日  | 旭川   | 1600m | 10頭 | マイシヤドー       | 牡7  | 北海道 | 1:42.1   | 田中正二   | 鈴木英二   |
| 第23回 | 1979年11月4日  | 岩見沢 | 1900m | 8頭  | シバフイルドー     | 牝5  | 北海道 | 2:02.4   | 林和弘     | 中村光春   |
| 第24回 | 1980年9月15日  | 札幌   | 1800m | 11頭 | コトノアサブキ     | 牡6  | 北海道 | 1:53.0   | 山下信雄   | 黒川武     |
| 第25回 | 1981年10月18日 | 札幌   | 1800m | 8頭  | シンゲキリユウ     | 牡6  | 北海道 | 1:57.0   | 原孝明     | 佐藤二郎   |
| 第26回 | 1982年10月11日 | 札幌   | 1800m | 10頭 | ハツピシルバー     | 牡4  | 北海道 | 1:56.6   | 角川秀樹   | 林正夫     |
| 第27回 | 1983年9月23日  | 札幌   | 1800m | 13頭 | ユーモアエース     | 牡6  | 北海道 | 1:55.6   | 國信滿     | 石本孝博   |
| 第28回 | 1984年9月24日  | 札幌   | 1800m | 11頭 | ハツピシルバー     | 牡6  | 北海道 | 1:55.7   | 伊藤隆志   | 林正夫     |
| 第29回 | 1985年10月10日 | 岩見沢 | 1900m | 10頭 | ホクトアンカー     | 牡6  | 北海道 | 2:05.4   | 佐々木一夫 | 成田春男   |
| 第30回 | 1986年10月5日  | 札幌   | 2640m | 8頭  | ジンバラード       | 牡5  | 北海道 | 2:55.4   | 柳澤好美   | 武田清吉   |
| 第31回 | 1987年9月30日  | 札幌   | 2640m | 9頭  | グリーンタイセイ   | 牡5  | 北海道 | 2:55.6   | 松本隆宏   | 石本孝博   |
| 第32回 | 1988年10月13日 | 岩見沢 | 2600m | 12頭 | ミスターカイソウ   | 牡6  | 北海道 | 2:58.3   | 井上俊彦   | 後條悦郎   |
| 第33回 | 1989年8月16日  | 岩見沢 | 2600m | 7頭  | ホロトマイケル     | 牡5  | 北海道 | 2:58.2   | 佐々木一夫 | 黒川武     |
| 第34回 | 1990年11月15日 | 旭川   | 2300m | 12頭 | タキノニシキ       | 牡5  | 北海道 | 2:33.1   | 井上俊彦   | 後條悦郎   |
| 第35回 | 1991年8月1日   | 旭川   | 2300m | 11頭 | ベストンウイン     | 牡7  | 北海道 | 2:35.5   | 伊藤隆志   | 鈴木英二   |
| 第36回 | 1992年7月16日  | 旭川   | 2300m | 10頭 | ブラックホラー     | 牡7  | 北海道 | 2:34.1   | 廣森久雄   | 桑原義光   |
| 第37回 | 1993年8月5日   | 旭川   | 2300m | 10頭 | マチカネオトコヤマ | 騸6  | 北海道 | 2:35.7   | 村上正和   | 田中正二   |
| 第38回 | 1994年8月18日  | 旭川   | 2300m | 7頭  | ササノコバン       | 牡5  | 北海道 | 2:28.9   | 國信滿     | 堂山芳則   |
| 第39回 | 1995年7月13日  | 旭川   | 2100m | 9頭  | ホロトグランプリ   | 牡6  | 北海道 | 2:18.9   | 小野望     | 黒川武     |
| 第40回 | 1996年7月4日   | 旭川   | 2100m | 8頭  | ヤマノセイコー     | 牡7  | 北海道 | 2:15.9   | 松本隆宏   | 鈴木英二   |
| 第41回 | 1997年7月10日  | 旭川   | 2100m | 12頭 | オースミダイナー   | 牡10 | 北海道 | 2:21.9   | 藤倉寛幸   | 若松平     |
| 第42回 | 1998年7月16日  | 旭川   | 2100m | 12頭 | オースミダイナー   | 牡11 | 北海道 | 2:18.0   | 藤倉寛幸   | 若松平     |
| 第43回 | 1999年7月8日   | 旭川   | 2100m | 12頭 | シルバースワット   | 牡6  | 北海道 | 2:18.4   | 岡島玉一   | 伊藤靖則   |
| 第44回 | 2000年7月6日   | 旭川   | 2100m | 12頭 | ホウエイコスモス   | 牡10 | 北海道 | R2:15.5  | 五十嵐冬樹 | 廣森久雄   |
| 第45回 | 2001年6月14日  | 札幌   | 2400m | 10頭 | クラキングオー     | 牡4  | 北海道 | 2:33.8   | 堂山直樹   | 堂山芳則   |
| 第46回 | 2002年6月11日  | 札幌   | 2400m | 12頭 | クラキングオー     | 牡5  | 北海道 | 2:33.4   | 堂山直樹   | 堂山芳則   |
| 第47回 | 2003年6月26日  | 札幌   | 2400m | 8頭  | シンコウリーダー   | 騸10 | 北海道 | 2:40.4   | 佐々木国明 | 若松平     |
| 第48回 | 2004年6月24日  | 札幌   | 2400m | 9頭  | カミスドリーム     | 牡7  | 北海道 | 2:39.6   | 坂下秀樹   | 楠克美     |
| 第49回 | 2005年6月22日  | 札幌   | 2400m | 8頭  | オースミシュネル   | 騸6  | 北海道 | 2:45.4   | 小林靖幸   | 廣森久雄   |
| 第50回 | 2006年6月22日  | 札幌   | 2400m | 10頭 | オースミシュネル   | 騸7  | 北海道 | 2:36.9   | 服部茂史   | 廣森久雄   |
| 第51回 | 2007年6月6日   | 旭川   | 2300m | 11頭 | ギルガメッシュ     | 牡4  | 北海道 | 2:35.4   | 齊藤正弘   | 角川秀樹   |
| 第52回 | 2008年6月4日   | 旭川   | 2300m | 11頭 | カオリノーブル     | 騸9  | 北海道 | 2:33.2   | 小国博行   | 堂山芳則   |
| 第53回 | 2009年9月10日  | 門別   | 2600m | 9頭  | コパノカチドキ     | 牡6  | 北海道 | 2:51.3   | 桑村真明   | 角川秀樹   |
| 第54回 | 2010年9月9日   | 門別   | 2600m | 11頭 | マキノスパーク     | 牡5  | 北海道 | 2:52.1   | 服部茂史   | 田中淳司   |
| 第55回 | 2011年9月22日  | 門別   | 2600m | 12頭 | サムライジャパン   | 牡4  | 北海道 | 2:47.9   | 小林靖幸   | 廣森久雄   |
| 第56回 | 2012年9月20日  | 門別   | 2600m | 14頭 | シャア             | 牡6  | 北海道 | 2:55.3   | 川島洋人   | 田中正二   |
| 第57回 | 2013年9月19日  | 門別   | 2600m | 10頭 | ビービーコモン     | 牡3  | 北海道 | 2:50.3   | 小国博行   | 堂山芳則   |
| 第58回 | 2014年9月17日  | 門別   | 2600m | 11頭 | クラグオー         | 牡4  | 北海道 | 2:49.8   | 宮崎光行   | 堂山芳則   |

### 各回競走結果の出典
- ステイヤーズカップ 歴代優勝馬（地方競馬全国協会） - 第18回以降
- JBISサーチ
  - 1986年、1987年、1988年、1989年、1990年、1991年、1992年、1993年、1994年、1995年、1996年、1997年、1998年、1999年、2000年、2001年、2002年、2003年、2004年、2005年、2006年、2007年、2008年、2009年、2010年、2011年、2012年、2013年、2014年